# Cuajada andina
La cuajada andina es un tipo de queso venezolano.  Es lo primero que se crea, se obtiene a través del cuajado de la leche, debido a su proceso de elaboración artesanal es el tipo de queso más fresco de todos y se denomina así porque resulta de la coagulación de la leche natural (entera), por la acción del cuajo u otros coagulantes apropiados, apenas empieza a cuajar y luego se va compactando, seguida del desuerado del coágulo obtenido.

## Elaboración
La elaboración de la cuajada implica un proceso que empieza con el ordeño de las vacas, la leche se alista en recipientes para su tratamiento de coagulación por algunas horas. Una vez la leche ha empezado a cuajar, se extrae el suero. La cuajada se va depositando en grandes recipientes que se dejan en el proceso de compactación, luego se empacan en hojas o en bolsas plásticas.
En este proceso, la temperatura es el otro factor fundamental, que va de los 35 °C a los 55 °C,  esta temperatura coincide, con el inicio del humeo de la leche al calentarla. En ese momento se retira, se añade el cuajo y, sin más, se deja que actúe.

## Características
Generalmente es tiene forma cilíndrica , de color blanco puro y olor láctico fresco. Está parcialmente desmineralizada, porosa, friable y poco contráctil. Su deshidratación es difícil debido en parte a la gran hidratación de las pequeña y dispersas partículas de caseínas y por otro lado a la friabilidad de la cuajada.

## Zona de elaboración
La cuajada andina, es principalmente elaborada por campesinos, en los estados Trujillo, Mérida y Táchira.